# HD 174179
HD 174179，又名BD+31 3369，SAO 67396、HR 7081，是一颗恒星，视星等为6.06，位于銀經61.48，銀緯14.57，其B1900.0坐标为赤經18h 44m 10.8s，赤緯+31° 14.57′ 45″。